# فرودگاه سونسوال-ارنساند
فرودگاه سونسوال-ارنساند (به انگلیسی: Sundsvall-Härnösand Airport) (به زبان بومی: Midlanda Airport) یک فرودگاه همگانی مسافربری با کد یاتا SDL است که یک باند فرود آسفالت دارد و طول باند آن ۲۰۹۰ متر است. این فرودگاه در شهر سونسوال کشور سوئد قرار دارد و در ارتفاع ۵ متری از سطح دریا واقع شده‌است.